# الیوت (استرالیا)
الیوت (به انگلیسی: Elliott) شهرکی واقع در ایالت قلمرو شمالی در استرالیاست. این شهر در۷۳۵ کیلومتری (۴۵۷ مایلی) جنوب شرق داروین و ۷۶۱ کیلومتری (۴۷۳ مایلی) شمال آلیس اسپرینگز واقع شده است.

## آب و هوا
| داده‌های اقلیم الیوت     | داده‌های اقلیم الیوت | داده‌های اقلیم الیوت | داده‌های اقلیم الیوت | داده‌های اقلیم الیوت | داده‌های اقلیم الیوت | داده‌های اقلیم الیوت | داده‌های اقلیم الیوت | داده‌های اقلیم الیوت | داده‌های اقلیم الیوت | داده‌های اقلیم الیوت | داده‌های اقلیم الیوت | داده‌های اقلیم الیوت | داده‌های اقلیم الیوت |
| ماه                     | ژانویه              | فوریه               | مارس                | آوریل               | مه                  | ژوئن                | ژوئیه               | اوت                 | سپتامبر             | اکتبر               | نوامبر              | دسامبر              | سال                 |
| ----------------------- | ------------------- | ------------------- | ------------------- | ------------------- | ------------------- | ------------------- | ------------------- | ------------------- | ------------------- | ------------------- | ------------------- | ------------------- | ------------------- |
| سابقهٔ بیش‌ترین °C (°F)   | ۴۵٫۸ (۱۱۴)          | ۴۴٫۹ (۱۱۳)          | ۴۲٫۵ (۱۰۹)          | ۴۰٫۳ (۱۰۵)          | ۳۸٫۵ (۱۰۱)          | ۳۶٫۴ (۹۸)           | ۳۶٫۲ (۹۷)           | ۳۸٫۶ (۱۰۱)          | ۴۲٫۰ (۱۰۸)          | ۴۴٫۴ (۱۱۲)          | ۴۵٫۰ (۱۱۳)          | ۴۶٫۵ (۱۱۶)          | ۴۶٫۵ (۱۱۶)          |
| میانگین بیش‌ترین °C (°F) | ۳۷٫۵ (۱۰۰)          | ۳۶٫۷ (۹۸)           | ۳۵٫۷ (۹۶)           | ۳۴٫۵ (۹۴)           | ۳۱٫۴ (۸۹)           | ۲۸٫۴ (۸۳)           | ۲۸٫۴ (۸۳)           | ۳۱٫۳ (۸۸)           | ۳۵٫۴ (۹۶)           | ۳۸٫۰ (۱۰۰)          | ۳۹٫۱ (۱۰۲)          | ۳۸٫۷ (۱۰۲)          | ۳۴٫۵۹ (۹۴٫۳)        |
| میانگین کم‌ترین °C (°F)  | ۲۴٫۱ (۷۵)           | ۲۳٫۸ (۷۵)           | ۲۲٫۲ (۷۲)           | ۱۹٫۵ (۶۷)           | ۱۵٫۹ (۶۱)           | ۱۲٫۴ (۵۴)           | ۱۱٫۲ (۵۲)           | ۱۳٫۳ (۵۶)           | ۱۷٫۴ (۶۳)           | ۲۰٫۹ (۷۰)           | ۲۳٫۴ (۷۴)           | ۲۴٫۴ (۷۶)           | ۱۹٫۰۴ (۶۶٫۳)        |
| سابقهٔ کم‌ترین °C (°F)    | ۱۶٫۰ (۶۱)           | ۱۶٫۲ (۶۱)           | ۱۲٫۲ (۵۴)           | ۹٫۰ (۴۸)            | ۶٫۶ (۴۴)            | ۲٫۵ (۳۷)            | ۱٫۵ (۳۵)            | ۱٫۸ (۳۵)            | ۷٫۲ (۴۵)            | ۷٫۵ (۴۶)            | ۱۲٫۳ (۵۴)           | ۱۴٫۴ (۵۸)           | ۱٫۵ (۳۵)            |
| بارندگی میلی‌متر (اینچ)  | ۱۳۵٫۸ (۵٫۳۵)        | ۱۶۰٫۴ (۶٫۳۱)        | ۸۵٫۰ (۳٫۳۵)         | ۲۳٫۸ (۰٫۹۴)         | ۷٫۴ (۰٫۲۹)          | ۴٫۹ (۰٫۱۹)          | ۳٫۰ (۰٫۱۲)          | ۱٫۱ (۰٫۰۴)          | ۶٫۰ (۰٫۲۴)          | ۲۳٫۳ (۰٫۹۲)         | ۴۶٫۲ (۱٫۸۲)         | ۹۵٫۴ (۳٫۷۶)         | ۶۰۴٫۳ (۲۳٫۷۹)       |
| میانگین روزهای بارانی   | ۱۰٫۱                | ۱۰٫۲                | ۷٫۱                 | ۱٫۶                 | ۱٫۱                 | ۰٫۶                 | ۰٫۴                 | ۰٫۳                 | ۱٫۲                 | ۳٫۴                 | ۵٫۵                 | ۸٫۲                 | ۴۹٫۷                |
| منبع:                   |                     |                     |                     |                     |                     |                     |                     |                     |                     |                     |                     |                     |                     |